# Picture Book
Picture Book (с англ. — «Фотоальбом», «Книга с картинками») — дебютный альбом британской поп- и соул-группы Simply Red, вышедший в октябре 1985 года. В альбом входят синглы номер один в США «Holding Back the Years» и кавер на песню группы The Valentine Brothers «Money’s Too Tight (to Mention)». Ещё три песни с этого альбома были выпущены как синглы: «Come to My Aid», «Jericho», and «Open Up the Red Box».
Альбом позволил получить группе «Грэмми» 1987 года в номинации Лучший молодой артист. Песня «Holding Back the Years» была номинирована на лучшее поп-исполнение дуэта или группы с вокалом.
Специальная версия альбома была выпущена в новом в те годы формате CD+G — компакт-диск с графическим содержимым, который при проигрывании на совместимом устройстве воспроизводил кроме аудио графические изображения низкого разрешения, текст и анимацию.

## Отзывы критиков
Журналист The Village Voice Роберт Кристгау отметил, что на этом альбоме было «всего две [стоящих] песни», «Money’s Too Tight (to Mention)» и «Heaven», но Хакнелл и группа выдержали альбом «по настроению и ритму».
В отзыве для Q на переиздание альбома в 1996 году Ник Дюэрден охарактеризовал альбом как «самый успешный дебют своего года». Он сказал о Хакнелле: «Обладая самым потрясающим голосом в [британском] феномене Motown и пылающим социалистическим сердцем, он преисполнен страстью, которой с тех пор мы видели в нём не так много».
Уильям Рульманн в ретроспективном обзоре AllMusic посчитал, что Simply Red записал «твёрдый ритм-н-блюз, в духе соул-группы 60-х годов MG’s», и что Хакнелл был «сильным соул-певцом». В книге «1001 альбом, который вы должны услышать, прежде чем умрёте» Энди Роббинс объяснил коммерческий успех пластинки как в Америке, так и в Великобритании песней «Holding Back the Years», которая, по его мнению, является лучшим вокальным исполнением Хакнелла. Роббинс отметил звучание пластинке, выдержанное в стилях рок, джаз и соул.

## Коммерческие показатели
Альбом был коммерчески успешным, войдя в топ-30 альбомов в двенадцати странах и добившись платинового статуса по результатам продаж в четырёх странах, включая Великобританию и США.

## Список композиций
| №   | Название                         | Длительность |
| --- | -------------------------------- | ------------ |
| 1.  | «Come to My Aid»                 | 4:03         |
| 2.  | «Sad Old Red»                    | 4:33         |
| 3.  | «Look at You Now»                | 3:02         |
| 4.  | «Heaven»                         | 4:32         |
| 5.  | «Jericho»                        | 6:03         |
| 6.  | «Money's Too Tight (to Mention)» | 4:13         |
| 7.  | «Holding Back the Years»         | 4:30         |
| 8.  | «(Open Up the) Red Box»          | 3:56         |
| 9.  | «No Direction»                   | 3:41         |
| 10. | «Picture Book»                   | 5:49         |

## Участники записи
Simply Red
- Мик Хакнелл — вокал, фортепиано
- Фриц МакИнтайр — клавишные, бэк-вокал
- Тим Келлет — клавишные, тромбон, бэк-вокал
- Силвиан Ричардсон — гитары
- Тони Бауэрс — бас-гитара
- Крис Джойс — барабаны, перкуссия

Приглашенные музыканты
- Дэвид Фриман — гитары (8), бэк-вокал (8)
- Ронни Росс — баритон саксофон (2, 4, 5)
- Иэн Диксон — тенор саксофон (2, 4, 5)
- Фрэнсис Фостер — конги (1, 3)

## Сертификации
| Регион | Сертификация  | Продажи    |
| --- | ------------- | ---------- |
| Австралия (ARIA) | 2× Платиновый | 140 000^   |
| Австрия (IFPI Austria)                                                                                                   | Золотой       | 25 000*    |
| Бельгия (BEA) | Золотой       | 25 000*    |
| Франция (SNEP) | Золотой       | 100 000*   |
| Германия (BVMI) | 3× Золотой    | 750 000^   |
| Италия (FIMI) | Золотой       | 250,000    |
| Нидерланды (NVPI) | Платиновый    | 100 000^   |
| Новая Зеландия (RMNZ) | Платиновый    | 15 000^    |
| Испания (PROMUSICAE) | Золотой       | 50 000^    |
| Швейцария (IFPI Switzerland)                                                                                             | Платиновый    | 50 000^    |
| Великобритания (BPI) | 5× Платиновый | 1 500 000^ |
| США (RIAA) | Платиновый    | 1 000 000^ |
| * Данные о продажах приведены только на основе сертификации. ^ Данные о тиражах приведены только на основе сертификации. |               |            |